# 도조촌 (지바현 가토리군 1951년)
도조촌(東条村)은 지바현 가토리군에 일찍이 존재했던 촌이다.

## 지리
- 현재 다코정의 남부에 위치하고 있다.
- 촌 지역은 고원과 평지가 뒤섞인 골짜기가 많은 지형이다.

## 역사
- 1889년 4월 1일 - 정촌제 시행에 수반해 가토리군 도조촌이 성립하였다.
- 1951년 4월 1일 - 다코정과 합병해 (신) 다코정이 성립해, 도조촌은 소멸하였다.

## 인구
| 1891년 | 1,328 |
| 1926년 | 1,540 |
| 1940년 | 1,362 |
| 1950년 | 1,601 |

## 참고문헌
- 角川日本地名大辞典編纂委員会『角川日本地名大辞典 12 千葉県』、角川書店、1984年 ISBN 4-04-001120-1